# Осада Кракова (1655)
Осада Кракова (польск. Oblężenie Krakowa) — сражение во время Северной войны между войсками Речи Посполитой и шведскими войсками Арвида Виттенберга, произошедшее 25 сентября — 13 октября 1655 года. Польские войска капитулировали и покинули город 19 октября.

## Предыстория
2 августа 1655 года, когда вести о шведских успехах достигли города, мэр Кракова Анджей Синёвич призвал жителей организовать оборону древней столицы Польши. Он также собрал налог для вооружения отряда пехотинцев из 1000 человек. Гарнизону Кракова было приказано следить за городскими стенами и перемещением по городу иностранцев, особенно немцев, которые проживали в городе. Кроме того, для работ по укреплению города были привлечены инженеры Исидор Аффаита и Кшиштоф Мерожевский. Для покрытия расходов на работы королева Мария Луиза Гонзага продала часть своих украшений.
27 августа епископ Кракова Пётр Гембицкий призвал жителей дать клятву быть верными королю и защищать город. Епископ на свои средства нанял 300 солдат, которые усилили гарнизон, в то время как городской совет организовал вооруженное ополчение, состоявшее из студентов и других жителей города.
19 сентября король Ян II Казимир прибыл в Краков после проигранной битвы при Жарнуве. Король привёл несколько тысяч солдат, но боевой дух его армии был низким. Несколько представителей знати отказались от короля, в то время как армия, сосредоточенная в Праднике, организовалась в конфедерацию, требуя деньги и не желая подчиняться гетману Станиславу Лянцкоронскому. 20 сентября Совет Сената собрался и подтвердил верность королю. Вскоре после этого заседания королева вместе с примасом Анджеем Лещинским покинула город.
24 сентября Ян Казимир, первоначально планировавший остаться в Кракове, также решил покинуть город. Вместе с епископом Гембицким король отправился на восток, в Войнич, а затем повернул на юг, к Новы-Висничу и Новы-Сончу.

## Ход осады
Гарнизон Кракова во главе с каштеляном Чарнецким и полковником Фромхольдом Вольфом состоял из примерно 5000 бойцов — солдат регулярной армии и городского ополчения. Чтобы подготовить оборону, Чарнецкий сжег предместья Клепарж, Бискупье и Гарбары и возвел земляные укрепления.
25 сентября шведы напали на Казимеж, разграбив его после захвата. В тот же день они попытались занять Краков с марша, но польская контратака заставила их отступить. На следующий день Карл X Густав приказал начать артиллерийский обстрел города и оставил осаждать Краков 8000 солдат во главе с Арвидом Виттенбергом. Сам король Швеции во главе остальных войск выдвинулся к Войничу, где вновь разбил поляков 3 октября. Известие об этом поражении быстро достигли Кракова, одновременно со шведскими требованиями о капитуляции. Польские королевские армейские подразделения, разбросанные по всему городу, избегали любых стычек со шведами, и защитники Кракова почувствовали себя брошенными, без надежды на какую-либо помощь. Тем не менее они продолжали сражаться.
6 октября Карл Густав вернулся к Кракову, и во время осмотра шведских позиций лошадь под ним была убита выстрелом польского стрелка недалеко от ворот Святого Флориана. Осада продолжалась, и боевой дух защитников все больше падал. Чарнецкий, понимая это, 12 октября инициировал переговоры. Кроме того, сопротивление грозило уничтожением города и голодом. На следующий день Чарнецкий согласился на капитуляцию.

## Капитуляция
17 октября было подписано перемирие со шведами. Это гарантировало горожанам свободу вероисповедания, безопасность священнослужителей, гражданских служащих и простых жителей, сохранение привилегий города и его университета, а также обмен военнопленными. Шведы позволили польским частям покинуть Краков, и поляки отправились на зимние квартиры в западную Польшу, в районе Освенцима, Затора, Славкува и Севежа. Эти войска обязали не участвовать в боевых действиях до 18 ноября, после чего они должны были определиться, присоединиться ли к шведскому королю или остаться верными Яну Казимиру.
19 октября силы Чарнецкого собрались на главной площади Кракова. 1800 солдат с 12 пушками покинули город, а Чарнецкий был приглашен Карлом Густавом на праздник. Вскоре после этого 2500 шведских пехотинцев и 500 рейтаров вошли в Краков. Шведский король прибыл в город 19 октября во второй половине дня. После встречи с городским советом Карл Густав посетил Вавель. Шведы немедленно дезавуировали договор о капитуляции, установив высокие налоги и начав грабить церкви.